# Ivanivka, Kameanka-Dniprovska
Ivanivka (în ucraineană Іванівка) este o comună în raionul Kameanka-Dniprovska, regiunea Zaporijjea, Ucraina, formată numai din satul de reședință.

## Demografie
Componența lingvistică a comunei Ivanivka
     Ucraineană (80,72%)
     Rusă (18,76%)
     Alte limbi (0,21%)
Conform recensământului din 2001, majoritatea populației comunei Ivanivka era vorbitoare de ucraineană (80,72%), existând în minoritate și vorbitori de rusă (18,76%).